# جائزة البحرين الكبرى 2016
جائزة البحرين الكبرى 2016 هو سباق فورمولا 1 أقيم في حلبة البحرين الدولية، صخير. كان الثاني من أصل 21 في بطولة العالم لسباقات الفورمولا واحد موسم 2016. حلّ الألماني نيكو روسبيرغ أولا بينما جاء الفنلندي كيمي رايكونن في المركز الثاني وحصل على المركز الثالث البريطاني لويس هاملتون.